# Situgede (Subang)
Situgede is een bestuurslaag in het regentschap Kuningan van de provincie West-Java, Indonesië. Situgede telt 1742 inwoners (volkstelling 2010).